# Jahmar Young
Jahmar Young, né le 18 novembre 1986, à Baltimore, dans le Maryland, est un joueur américain de basket-ball. Il évolue au poste d'arrière au Paris Levallois Basket.